# Susan, var är du?
Susan, var är du? (engelska: Desperately Seeking Susan) är en amerikansk film från 1985 i regi av Susan Seidelman. I huvudrollerna ses Rosanna Arquette och Madonna (i hennes filmdebut).
År 2023 valdes filmen ut för att bevaras i National Film Registry av USA:s kongressbibliotek då den anses vara ”kulturellt, historiskt eller estetiskt betydelsefull”.

## Handling
Rosanna Arquette spelar huvudrollen som den uttråkade hemmafrun Roberta Glass som efter en olyckshändelse drabbas av minnesförlust, och dessutom förväxlas med Susan (som spelas av Madonna), som lever ett kringflackande liv med småkriminalitet, och som är på flykt från maffian.

## Om filmen
Madonna, som spelar en av huvudrollerna, har även spelat in filmens titelsång "Into The Groove".

## Rollista
- Rosanna Arquette - Roberta Glass
- Madonna - Susan
- Aidan Quinn - Dez
- Mark Blum - Gary Glass, Roberta Glass make
- Robert Joy - Jim, Susans pojkvän
- Laurie Metcalf - Leslie Glass, Gary Glass syster
- Anna Levine - Crystal
- Will Patton - Wayne Nolan
- Peter Maloney - Magikern Ian
- Steven Wright - Larry Stillman D.D.S.
- John Turturro - Ray
- Anne Carlisle - Victoria
- Jose Santana - Butiksinnehavare
- Giancarlo Esposito - Gatuförsäljare
- Richard Hell  - Bruce Meeker
- Rockets Redglare - Taxichaufför
- Annie Golden - Sångerska
- Richard Edson - Man med tidningar
- Ann Magnuson - Cigarettflicka
- John Lurie - Saxofonspelande granne
- Victor Argo - Sgt. Taskal
- Shirley Stoler - Jail Matron
- Kim Chan - Park Bum
- Michael Badalucco - Kille från Brooklyn